# Perithous speculator
Perithous speculator är en stekelart som beskrevs av Haupt 1954. Perithous speculator ingår i släktet Perithous och familjen brokparasitsteklar. Arten är reproducerande i Sverige. Inga underarter finns listade i Catalogue of Life.